# BiblioNETka
BiblioNETka – polski serwis społecznościowy dla czytelników książek. Serwis był notowany w rankingu Alexa na miejscu 166 877.
Serwis zawiera katalog tytułowy i katalog autorów. Katalogi te są uzupełniane przez użytkowników. Użytkownicy serwisu mogą oceniać poszczególne książki, a po podaniu minimum 20 ocen można skorzystać z systemu polecającego lektury potencjalnie interesujące daną osobę. Zbiorcze wyniki ocen są dostępne w postaci rankingów. BiblioNETka publikuje także nadsyłane przez użytkowników recenzje i opisy, a w jej ramach działa forum na tematy związane z książkami i czytelnictwem.
W katalogu BiblioNETki znajduje się ponad 525 tysięcy książek i ponad 110 tysięcy autorów. Liczba zarejestrowanych użytkowników serwisu przekracza 180 tysięcy, a baza wystawionych przez nich ocen zawiera ponad 7,5 miliona głosów.

## Historia serwisu
Autorem BiblioNETki jest Michał Stańkowski. Pierwotna wersja serwisu powstała w ramach pracy magisterskiej na wydziale Informatyki i Zarządzania Politechniki Wrocławskiej jako system polecający dla księgarni internetowej. Kontakt z uczestnikami grupy dyskusyjnej pl.rec.ksiazki wykazał jednak, że istnieje zapotrzebowanie na samodzielny serwis tego typu.
Przez kilka miesięcy 2001 r. działała wersja tymczasowa, przeznaczona tylko do testowania algorytmu rekomendacji książek. Z powodu dużego zainteresowania zaczęła funkcjonować jako stała witryna, a od sierpnia 2003 istnieje w postaci zbliżonej do obecnej.
W 2007 BiblioNETka została wyróżniona w konkursie Papierowy Ekran na najlepszy serwis internetowy promujący książkę, zaś w 2010 w konkursie Papierowy Ekran otrzymała Nagrodę Czytelników – w głosowaniu na BiblioNETkę czytelnicy oddali ponad 1200 głosów (czterokrotnie więcej głosów niż na drugi w kolejności serwis).
9 czerwca 2009 została uruchomiona nowa, odświeżona wersja serwisu.
12 stycznia 2014 BiblioNETka dołączyła do Grupy PWN.